# 하인리히 쿤라트

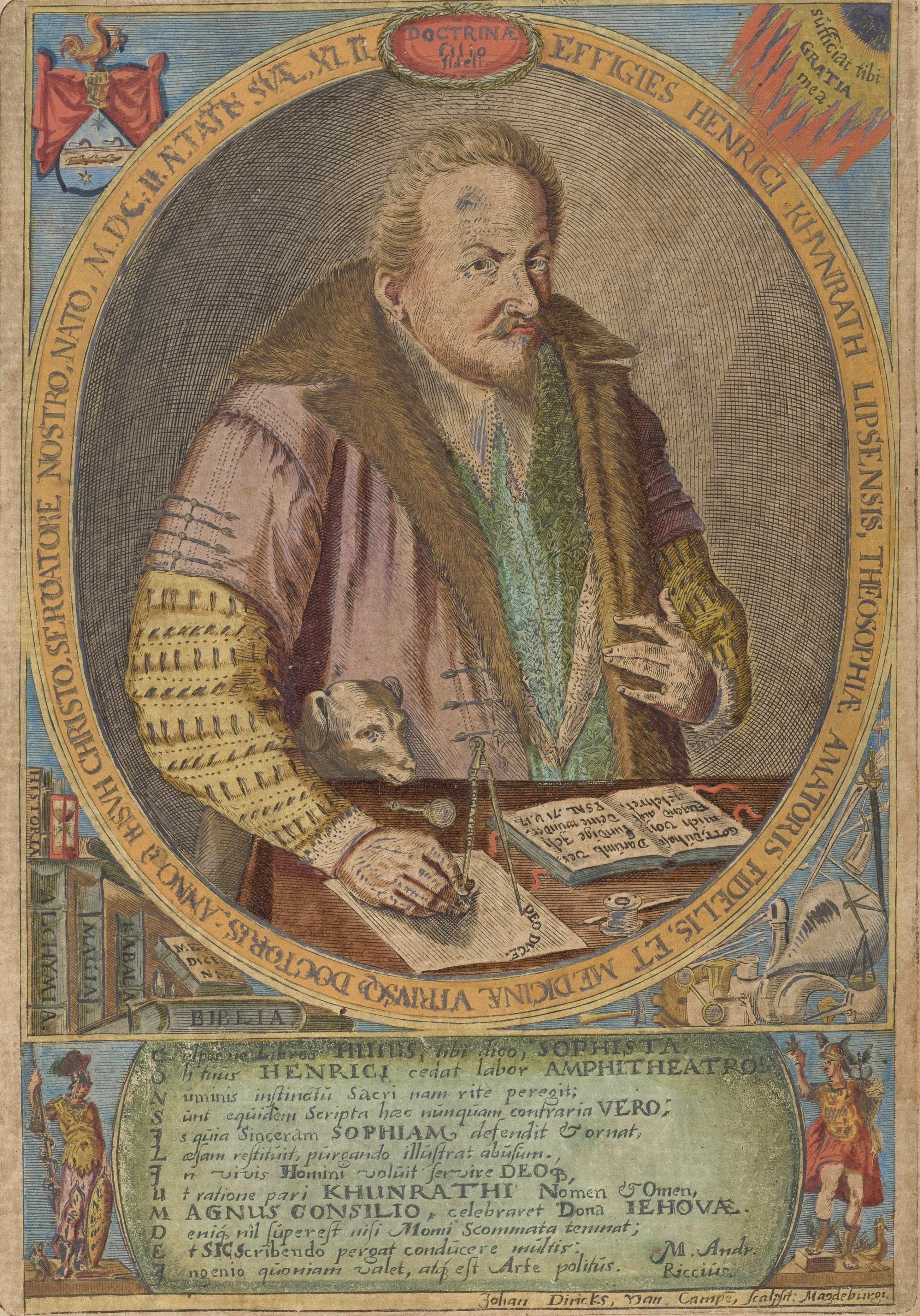

하인리히 쿤라트(독일어: Heinrich Khunrath; 라틴어: Henricus Khunrath 헨리쿠스 쿤라트[*]): 1560년경-1650년 9월 9일)는 중세 말기 독일의 의사, 헤르메스주의자, 연금술사였다.
드레스덴 출신으로 상인 제바스티안 쿤라트와 그 아내 안나의 아들로 태어났다. 라이프치히의 의사 콘라트 쿤라트가 그 형이다. 1570년 겨울 라이프치히 대학교에 헨리쿠스 콘라트 립스(Henricus Conrad Lips)라는 이름으로 등록한 것으로 보인다. 생애 내내 이렇게 가명을, 그것도 여러 가지를 사용했기 때문에 그 삶을 추적하기가 힘들다. 1588년 5월 스위스의 바젤 대학교를 이수하고 9월 3일 의학박사 학위를 받았다는 것은 확실하다.
쿤라트는 파라켈수스의 제자로서 드레스덴, 바그데부르크, 함부르크 등지에서 의료 활동을 했고 라이프치히에서 교수 같은 것으로 재임했을 수도 있다. 1588년 이후 그는 방랑을 다녔는데, 미신에 빠져 있던 신성로마황제 루돌프 2세의 궁정이 있던 프라하에 머무르기도 했다. 프라하 궁정에 들기 전인 1589년 5월 27일에는 브레멘에서 존 디와 만났다. 이 때 디는 보헤미아에서 잉글랜드로 귀국하던 와중이었다. 프라하 궁정에서 쿤라트는 연금술사 에드워드 켈레이를 만났다. 1591년 9월 쿤라트는 트레보나의 로젬베르크 백국의 궁정 의사로 취직했다. 이 때 트레보나에서 요한 퇼데를 만난 것으로 추측된다.
쿤라트는 디, 퇼데, 파라켈수스의 영향으로 기독교 마술철학을 발달시켰고, 인간을 영원의 지혜에 이르게 하는 제1질료를 찾으려고 했다. 그는 루터교 신학의 동조자였으며 동시에 실험연금술사였고 자연철학자였다.
그의 연금술에 관한 주저서는 『영원지혜의 원형극장』이다. 이 책은 1595년 함부르크에서 초판이 출간되었다. 이 책은 기독교와 마술을 조화시킨 연금술의 고전으로 여겨진다. 쿤라트의 저작은 당대의 루터교계에도 영향을 끼쳤다.
쿤라트의 저작 대부분은 사후에 출판되었기 때문에, 살아생전에는 이단적인 연금술 수행에 관한 반대에 부닥쳤을 것으로 추측된다. 그는 1605년 9월 9일 드레스덴 또는 라이프치히에서 죽었다. 『영원지혜의 원형극장』은 1625년 소르본에서 금서목록으로 단죄되었다.